# Miss Universo Vietnam 2019
Miss Universo Vietnam 2019 fue la 4.ª edición del concurso Miss Universo Vietnam. La final, presentada por Trấn Thành y Hoàng Oanh, se llevó a cabo el 7 de diciembre de 2019 en el Centro de Convenciones Crown en Nha Trang, Khánh Hòa. H'Hen Niê coronó a Nguyễn Trần Khánh Vân como su sucesora al final del evento como Miss Universo Vietnam 2020 para representar a Vietnam en la competencia Miss Universo 2020 en Hollywood, Florida, donde Khánh Vân terminó en el Top 21. El 20 de noviembre de 2021, Nguyễn Huỳnh Kim Duyên fue designada como Miss Universo Vietnam 2021 y representó al país en la competencia Miss Universo 2021, terminando en el Top 16.

## Resultados
Colores clave
- Declarada como la ganadora en un concurso Internacional.
- Terminó como finalista en un concurso internacional.
- Terminó como semifinalista o cuartofinalista en un concurso internacional.
- No clasificó.

| Posiciones                 | Candidata | Concurso internacional     | Posición alcanzada |
| -------------------------- | --- | -------------------------- | ------------------ |
| Miss Universo Vietnam 2019 | - Nguyễn Trần Khánh Vân - Ciudad Ho Chi Minh                                                                                       | Miss Universo 2020         | Top 21             |
| Primera finalista          | - Nguyễn Huỳnh Kim Duyên - Cần Thơ                                                                                                 | Miss Universo 2021         | Top 16             |
| Primera finalista          | - Nguyễn Huỳnh Kim Duyên - Cần Thơ                                                                                                 | Miss Supranacional 2022    | Segunda finalista  |
| Segunda finalista          | - Phạm Hồng Thúy Vân - Ciudad Ho Chi Minh                                                                                          | Miss Internacional 2015    | Tercera finalista  |
| Top 5                      | - Nguyễn Thị Hương Ly - Gia Lai - Đào Thị Hà - Nghệ An                                                                             |                            |                    |
| Top 10                     | - Phạm Thị Anh Thư - Hà Nam - Lê Hoàng Phương - Khánh Hòa - Vũ Quỳnh Trang - Nam Định - Lê Thu Trang - Hanói - Lương Ý Như - Hanói |                            |                    |
| Top 15                     | - Kiều Thị Thúy Hằng - Hanói - Vũ Thị Hòa Liên - Thái Bình                                                                         |                            |                    |
| Top 15                     | - Nguyễn Đặng Tường Linh - Phú Yên                                                                                                 | Miss Intercontinental 2017 | Top 18             |
| Top 15                     | - Lâm Thị Bích Tuyền - An Giang - Nguyễn Diana - Hanói                                                                             |                            |                    |

### Premios especiales
| Award                     | Contestant               |
| ------------------------- | ------------------------ |
| Mejor Sonrisa             | - Nguyễn Đặng Tường Linh |
| Mejor en Redes Sociales   | - Phạm Hồng Thúy Vân     |
| Mejor Pasarela            | - Nguyễn Trần Khánh Vân  |
| Mejor Entrevista          | - Phạm Hồng Thúy Vân     |
| Mejor Habilidad en Inglés | - Phạm Hồng Thúy Vân     |
| Miss BVote Universe       | - Trần Tâm Thanh         |
| People's Choice           | - Vũ Thị Hòa Liên        |
| Miss Simpatía             | - Lương Ý Như            |
| Miss Talento              | - Nguyễn Ngô Hoàng Nhi   |
| Miss Ao Dai               | - Nguyễn Trần Khánh Vân  |
| Miss Playa                | - Lê Hoàng Phương        |
| Miss Deporte              | - Nguyễn Diana           |
| Miss Medios               | - Phạm Hồng Thúy Vân     |
| Miss Valentía             | - Vũ Quỳnh Trang         |
| Miss Moda                 | - Nguyễn Thị Hương Ly    |

## Formato
Al igual que en la edición de 2017, la competencia estuvo acompañada por un programa de telerrealidad llamado I Am Miss Universe Vietnam en el que las candidatas del top 60 pasan por retos y programas de entrenamiento en cada episodio. Sin embargo, este año, 15 candidatas fueron eliminadas antes de la ronda preliminar.
Las candidatas del Top 45 pasaron a participar en la competencia preliminar el 3 de diciembre en áo dài, traje de baño y vestido de noche. En la final del 7 de diciembre, las candidatas se redujeron a un top 15, que procedió a competir en un opening statement y traje de baño. Después de eso, las candidatas del top 10 avanzaron para competir en la competencia de vestidos de noche. Cinco candidatas avanzaron a una ronda de entrevistas que determinó quiénes serían las candidatas del top 3. Este top 3 participó en otra ronda de preguntas y respuestas para encontrar a la eventual ganadora de Miss Universo Vietnam 2019, quien fue nombrada Miss Universo Vietnam 2020 para competir en Miss Universo 2020.

### Jurado
El jurado del concurso está compuesto por:
- Võ Thị Xuân Trang - Director de la escuela John Robert Powers
- Lê Diệp Linh - ergonomista
- Nguyễn Công Trí - diseñador de moda
- Phạm Thị Thanh Hằng, Miss Model Photogenic Vietnam 2002 - modelo, actriz, ganadora de concursos de belleza, Miss Intercontinental Vietnam 2005
- Trần Thị Hương Giang, Miss Hải Dương 2006, Miss Mundo Vietnam 2009 - Ganadora de concursos de belleza
- Vũ Thu Phương - empresaria, modelo
- Samuel Hoang - fotógrafo

## Candidatas

### Top 45 de la ronda final
| Nombre                 | Edad | N.º | Estatura | Ciudad natal       | Posición alcanzada         | Notas |  |
| ---------------------- | ---- | --- | -------- | ------------------ | -------------------------- | --- |  |
| Phạm Thị Thu Hà        | 22   | 104 | 1.74 m   | Ciudad Ho Chi Minh |                            | |  |
| Trần Thị Dung          | 19   | 107 | 1.74 m   | Bắc Ninh           |                            | |  |
| Kiều Thị Thúy Hằng     | 19   | 111 | 1.75 m   | Hanói              | Top 15                     | Más tarde primera finalista en Miss Eco Vietnam 2022 Más tarde Top 60 en Miss Ethnic Vietnam 2022                                                                                               |  |
| Nguyễn Thị Quỳnh Nga   | 21   | 115 | 1.68 m   | Hải Dương          |                            | |  |
| H'Lida Niê Cao         | 19   | 118 | 1.71 m   | Đắk Lắk            |                            | Más tarde Top 60 en Miss Ethnic Vietnam 2022 |  |
| Lương Ý Như            | 23   | 134 | 1.73 m   | Hanói              | Top 10                     | |  |
| Hoàng Thị Hương        | 20   | 142 | 1.68 m   | Thanh Hóa          |                            | Más tarde Top 60 en Miss Ethnic Vietnam 2022 |  |
| Phạm Thị Anh Thư       | 22   | 144 | 1.74 m   | Hà Nam             | Top 10                     | |  |
| Lê Thu Trang           | 22   | 145 | 1.74 m   | Hanói              | Top 10                     | Previamente Top 10 en Miss Universo Vietnam 2017 |  |
| Lê Phương Thảo         | 25   | 403 | 1.72 m   | Thái Bình          |                            | Más tarde primera finalista en Miss Fitness Vietnam 2022 |  |
| Nguyễn Ngọc Thanh Ngân | 19   | 147 | 1.70 m   | Ciudad Ho Chi Minh |                            | Más tarde Top 45 en Miss Mundo Vietnam 2022 |  |
| Nguyễn Lan Anh         | 21   | 148 | 1.72 m   | Bắc Ninh           |                            | |  |
| Nguyễn Diana           | 23   | 150 | 1.66 m   | Hanói              | Top 15                     | Anteriormente Top 12 en Miss Aodai Vietnam 2014 |  |
| Nguyễn Trần Khánh Vân  | 24   | 202 | 1.75 m   | Ciudad Ho Chi Minh | Miss Universo Vietnam 2019 | Previamente coronada Miss Teen Aodai Vietnam 2013 Previamente Top 10 en Miss Universo Vietnam 2015 Más tarde Top 21 en Miss Universo 2020                                                       |  |
| Nguyễn Huỳnh Kim Duyên | 24   | 203 | 1.73 m   | Cần Thơ            | Primera finalista          | Anteriormente Top 12 en Miss Aodai Vietnam 2014 Previamente Top 30 en Miss Vietnam 2016 Posteriormente Top 16 en Miss Universo 2021 Posteriormente segunda finalista en Miss Supranacional 2022 |  |
| Phạm Ngọc Bảo Ngân     | 20   | 204 | 1.67 m   | Ciudad Ho Chi Minh |                            | |  |
| Nguyễn Thị Vân Anh     | 24   | 205 | 1.72 m   | Hưng Yên           |                            | |  |
| Trương Quỳnh Ngọc      | 20   | 207 | 1.66 m   | Ciudad Ho Chi Minh |                            | Posteriormente Top 30 en Miss Ethnic Vietnam 2022 |  |
| Lê Ngọc Tuyền          | 21   | 209 | 1.72 m   | Cà Mau             |                            | Posteriormente Top 42 en Miss Fitness Vietnam 2022 |  |
| Trần Thị Kim Vàng      | 24   | 213 | 1.67 m   | Long An            | Retirada                   | Anteriormente Top 45 en Miss Universo Vietnam 2017 |  |
| Huỳnh Minh Thiên Hương | 23   | 216 | 1.68 m   | Quảng Ngãi         |                            | Más tarde Top 71 en Miss Universo Vietnam 2022 Más tarde Top 60 en Miss Ethnic Vietnam 2022 |  |
| Phạm Hồng Thúy Vân     | 26   | 218 | 1.72 m   | Ciudad Ho Chi Minh | Segunda finalista          | Anteriormente primera finalista en Miss Ao Dai Vietnam 2014 Anteriormente tercera finalista en Miss Internacional 2015                                                                          |  |
| Lê Thị Mỹ Trinh        | 25   | 228 | 1.67 m   | Khánh Hòa          |                            | |  |
| Nguyễn Ngô Hoàng Nhi   | 21   | 229 | 1.66 m   | Khánh Hòa          |                            | |  |
| Lê Hoàng Phương        | 24   | 231 | 1.75 m   | Khánh Hòa          | Top 10                     | Posteriormente Top 5 en Miss Universo Vietnam 2022 |  |
| Hoàng Kim Ngân         | 18   | 233 | 1.68 m   | Gia Lai            |                            | |  |
| Trần Thị My            | 22   | 236 | 1.70 m   | Bạc Liêu           |                            | |  |
| Lâm Thị Bích Tuyền     | 20   | 241 | 1.67 m   | An Giang           | Top 15                     | Previamente Top 43 en Miss Vietnam 2018 Previamente Top 15 en Miss Mundo Vietnam 2019 |  |
| Nguyễn Thị Hương Ly    | 24   | 242 | 1.75 m   | Gia Lai            | Top 5                      | Ganadora de Vietnam's Next Top Model, ciclo 6 Posteriormente Top 5 en Miss Universo Vietnam 2022                                                                                                |  |
| Đặng Thị Mỹ Khôi       | 22   | 245 | 1.66 m   | Long An            |                            | Previamente coronada Miss Teen Aodai Vietnam 2014 Anteriormente Top 45 en Miss Universo Vietnam 2015                                                                                            |  |
| Trần Thị Ngọc Trúc     | 23   | 247 | 1.72 m   | Tiền Giang         |                            | Previamente Top 45 en Miss Universo Vietnam 2017 |  |
| Vũ Thị Hòa Liên        | 24   | 250 | 1.68 m   | Thái Bình          | Top 15                     | |  |
| Nguyễn Thị Anh         | 26   | 317 | 1.83 m   | Hanói              |                            | Previamente Top 15 en Miss Universo Vietnam 2017 Anteriormente tercera finalista en Miss Onelife 2019                                                                                           |  |
| H'Luăi Hwing           | 18   | 319 | 1.71 m   | Đắk Lắk            |                            | Más tarde Top 60 en Miss Ethnic Vietnam 2022 |  |
| Trần Tâm Thanh         | 20   | 320 | 1.65 m   | Yên Bái            |                            | |  |
| Đặng Nhật Minh         | 18   | 329 | 1.71 m   | Phú Thọ            |                            | |  |
| Vũ Quỳnh Trang         | 22   | 330 | 1.69 m   | Nam Định           | Top 10                     | Más tarde Top 41 en Miss Universo Vietnam 2022 Más tarde Top 15 Miss Vietnam 2020 |  |
| Nguyễn Đặng Tường Linh | 25   | 331 | 1.67 m   | Phú Yên            | Top 15                     | Anteriormente Miss Asia Beauty 2017 Anteriormente Top 18 en Miss Intercontinental 2017 |  |
| Đào Thị Hà             | 22   | 334 | 1.74 m   | Nghệ An            | Top 5                      | Previamente coronada Miss Nghe An Beach Town 2016 Anteriormente Top 5 en Miss Vietnam 2016 |  |
| Hoàng Thị Hải Yến      | 25   | 335 | 1.72 m   | Bắc Giang          |                            | |  |
| Vũ Thị Lan Anh         | 21   | 338 | 1.68 m   | Ninh Bình          |                            | |  |
| Vũ Thục Chinh          | 23   | 342 | 1.73 m   | Quảng Ninh         |                            | |  |
| Chu Thị Minh Trang     | 29   | 345 | 1.70 m   | Hải Phòng          |                            | Previamente Top 45 en Miss Universo Vietnam 2017 Previamente Top 25 en Miss Vietnam 2018 |  |

### Top 60 de la ronda preliminar
| Nombre                | Año de nacimiento | N.º | Estatura | Ciudad natal | Notas                                          |
| --------------------- | ----------------- | --- | -------- | ------------ | ---------------------------------------------- |
| Ngô Thị Thu Hương     | 1998              | 119 | 1.71 m   | Bình Dương   |                                                |
| Đỗ Thị Thu Huyền      | 1994              | 125 | 1.66 m   | Hưng Yên     |                                                |
| Quách Thị Tin         | 1998              | 126 | 1.65 m   | Hòa Bình     |                                                |
| Mai Thảo Nguyên       | 1996              | 135 | 1.66 m   | Quảng Nam    |                                                |
| Phan Thị Thảo Vân     | 1997              | 140 | 1.75 m   | Đắk Lắk      |                                                |
| Đặng Trương Thủy Tiên | 1994              | 222 | 1.66 m   | Đồng Tháp    |                                                |
| Hoàng Minh Trang      | 1993              | 232 | 1.66 m   | Gia Lai      |                                                |
| Lê Thu Hòa            | 1998              | 315 | 1.70 m   | Ninh Bình    | Más tarde Top 41 en Miss Universo Vietnam 2022 |
| Nguyễn Diệu Hiền      | 1999              | 316 | 1.77 m   | Hải Phòng    |                                                |
| Phạm Phương Thảo      | 1994              | 322 | 1.72 m   | Thái Nguyên  |                                                |
| Âu Hải Yến            | 1997              | 325 | 1.67 m   | Nghệ An      |                                                |
| Đào Nhật Linh         | 1996              | 326 | 1.67 m   | Lào Cai      |                                                |
| Nguyễn Thị Hồng Vân   | 1996              | 337 | 1.80 m   | Hanói        |                                                |
| Cao Diệp Anh          | 1995              | 344 | 1.65 m   | Tuyên Quang  | Retirada                                       |
| Phạm Thị Minh Phương  | 2000              | 349 | 1.73 m   | Thái Nguyên  | Más tarde Top 30 en Miss Ethnic Vietnam 2022   |

## I Am Miss Universe Vietnam

### Concursantes
Después de un proceso de audición a nivel nacional, se seleccionó el top 60 de concursantes para continuar compitiendo por el título. La siguiente lista incluye la clasificación de cada concursante después de cada episodio del programa, según la puntuación de su actuación.
| N.º | Concursante            | Provincia / Municipio | Ep.2 | Ep.3 | Ep.4 | Ep.5 | Ep.6 | Acum. |
| --- | ---------------------- | --------------------- | ---- | ---- | ---- | ---- | ---- | ----- |
| 104 | Phạm Thị Thu Hà        | Ciudad Ho Chi Minh    | 39   | 37   | 57   | 30   | 24   | 51    |
| 107 | Trần Thị Dung          | Bắc Ninh              | 56   | 37   | 57   | 46   | 24   | 54    |
| 111 | Kiều Thị Thúy Hằng     | Hanói                 | 14   | 5    | 49   | 40   | 24   | 24    |
| 115 | Nguyễn Thị Quỳnh Nga   | Hải Dương             | 58   | 21   | 35   | 39   | 24   | 39    |
| 118 | H'Lida Niê Cao         | Đắk Lắk               | 40   | 57   | 56   | 34   | 24   | 55    |
| 119 | Ngô Thị Thu Hương      | Bình Dương            | 56   | 37   | 29   | 6    | 24   | 43    |
| 125 | Đỗ Thị Thu Huyền       | Hưng Yên              | 40   | 12   | 49   | 52   | 24   | 42    |
| 126 | Quách Thị Tin          | Hòa Bình              | 59   | 57   | 29   | 8    | 24   | 45    |
| 134 | Lương Ý Như            | Hanói                 | 19   | 22   | 49   | 19   | 23   | 18    |
| 135 | Mai Thảo Nguyên        | Quảng Nam             | 44   | 48   | 35   | 14   | 24   | 48    |
| 140 | Phan Thị Thảo Vân      | Đắk Lắk               | 31   | 48   | 49   | 52   | 24   | 57    |
| 142 | Hoàng Thị Hương        | Thanh Hóa             | 35   | 24   | 35   | 5    | 24   | 31    |
| 144 | Phạm Thị Anh Thư       | Hà Nam                | 5    | 45   | 10   | 49   | 10   | 15    |
| 145 | Lê Thu Trang           | Hanói                 | 7    | 8    | 22   | 11   | 4    | 8     |
| 147 | Nguyễn Ngọc Thanh Ngân | Ciudad Ho Chi Minh    | 9    | 48   | 35   | 57   | 24   | 36    |
| 148 | Nguyễn Lan Anh         | Bắc Ninh              | 23   | 20   | 35   | 25   | 24   | 34    |
| 150 | Nguyễn Diana           | Hanói                 | 3    | 42   | 3    | 1    | 14   | 6     |
| 202 | Nguyễn Trần Khánh Vân  | Ciudad Ho Chi Minh    | 11   | 9    | 4    | 12   | 17   | 4     |
| 203 | Nguyễn Huỳnh Kim Duyên | Cần Thơ               | 10   | 3    | 5    | 48   | 3    | 2     |
| 204 | Phạm Ngọc Bảo Ngân     | Ciudad Ho Chi Minh    | 35   | 36   | 26   | 45   | 24   | 40    |
| 205 | Nguyễn Thị Vân Anh     | Hưng Yên              | 17   | 15   | 26   | 43   | 24   | 25    |
| 207 | Trương Quỳnh Ngọc      | Ciudad Ho Chi Minh    | 15   | 10   | 57   | 2    | 15   | 11    |
| 209 | Lê Ngọc Tuyền          | Cà Mau                | 18   | 28   | 26   | 52   | 24   | 29    |
| 213 | Trần Thị Kim Vàng      | Long An               | 24   | 45   | 13   | 31   | 7    | 19    |
| 216 | Huỳnh Minh Thiên Hương | Quảng Ngãi            | 27   | 32   | 34   | 47   | 4    | 23    |
| 217 | Nguyễn Thị Thu Cúc     | Trà Vinh              | 26   | 11   | 35   | 26   | 24   | 33    |
| 218 | Phạm Hồng Thúy Vân     | Ciudad Ho Chi Minh    | 13   | 13   | 2    | 32   | 1    | 1     |
| 222 | Đặng Trương Thủy Tiên  | Đồng Tháp             | 37   | 54   | 8    | 4    | 24   | 26    |
| 228 | Lê Thị Mỹ Trinh        | Khánh Hòa             | 21   | 48   | 25   | 34   | 24   | 46    |
| 229 | Nguyễn Ngô Hoàng Nhi   | Khánh Hòa             | 2    | 37   | 35   | 13   | 24   | 30    |
| 231 | Lê Hoàng Phương        | Khánh Hòa             | 12   | 7    | 6    | 9    | 15   | 3     |
| 232 | Hoàng Minh Trang       | Gia Lai               | 46   | 60   | 29   | 23   | 24   | 52    |
| 233 | Hoàng Kim Ngân         | Gia Lai               | 22   | 54   | 29   | 34   | 24   | 47    |
| 236 | Trần Thị My            | Bạc Liêu              | 30   | 27   | 35   | 55   | 24   | 44    |
| 241 | Lâm Thị Bích Tuyền     | An Giang              | 20   | 26   | 57   | 40   | 24   | 27    |
| 242 | Nguyễn Thị Hương Ly    | Gia Lai               | 4    | 30   | 9    | 17   | 8    | 5     |
| 245 | Đặng Thị Mỹ Khôi       | Long An               | 8    | 2    | 18   | 19   | 18   | 10    |
| 247 | Trần Thị Ngọc Trúc     | Tiền Giang            | 49   | 53   | 35   | 19   | 24   | 49    |
| 249 | Đỗ Thị Minh Tâm        | Hanói                 | 24   | 25   | 16   | 17   | 21   | 17    |
| 250 | Vũ Thị Hòa Liên        | Thái Bình             | 50   | 16   | 19   | 19   | 9    | 21    |
| 315 | Lê Thu Hòa             | Ninh Bình             | 52   | 29   | 35   | 14   | 24   | 37    |
| 316 | Nguyễn Diệu Hiền       | Hải Phòng             | 50   | 45   | 23   | 34   | 24   | 50    |
| 317 | Nguyễn Thị Anh         | Hanói                 | 16   | 35   | 12   | 44   | 13   | 9     |
| 319 | H'Luăi Hwing           | Đắk Lắk               | 46   | 34   | 23   | 6    | 24   | 32    |
| 320 | Trần Tâm Thanh         | Yên Bái               | 46   | 37   | 35   | 49   | 24   | 56    |
| 322 | Phạm Phương Thảo       | Thái Nguyên           | 52   | 54   | 48   | 58   | 59   | 60    |
| 325 | Âu Hải Yến             | Nghệ An               | 43   | 31   | 35   | 33   | 24   | 41    |
| 326 | Đào Nhật Linh          | Lào Cai               | 52   | 42   | 15   | 34   | 24   | 35    |
| 329 | Đặng Nhật Minh         | Phú Thọ               | 52   | 4    | 11   | 40   | 20   | 16    |
| 330 | Vũ Quỳnh Trang         | Nam Định              | 27   | 14   | 1    | 29   | 11   | 12    |
| 331 | Nguyễn Đặng Tường Linh | Phú Yên               | 6    | 17   | 19   | 16   | 19   | 13    |
| 334 | Đào Thị Hà             | Nghệ An               | 1    | 1    | 18   | 49   | 2    | 7     |
| 335 | Hoàng Thị Hải Yến      | Bắc Giang             | 40   | 19   | 19   | 56   | 24   | 38    |
| 337 | Nguyễn Thị Hồng Vân    | Hanói                 | 59   | 57   | 49   | 26   | 24   | 53    |
| 338 | Vũ Thị Lan Anh         | Ninh Bình             | 44   | 48   | 48   | 24   | 4    | 28    |
| 342 | Vũ Thục Chinh          | Quảng Ninh            | 32   | 6    | 49   | 28   | 22   | 22    |
| 344 | Cao Thị Diệp Anh       | Tuyên Quang           | 32   | 18   | 29   | 58   | 59   | 59    |
| 345 | Chu Thị Minh Trang     | Hải Phòng             | 27   | 23   | 14   | 3    | 24   | 20    |
| 349 | Phạm Thị Minh Phương   | Thái Nguyên           | 37   | 42   | 49   | 58   | 24   | 58    |
| 403 | Lê Phương Thảo         | Thái Bình             | 34   | 33   | 7    | 10   | 11   | 14    |

1. ↑  Clasificación acumulada después del episodio 6.

### Episodios
| N.º en serie | N.º en temp. | Título                                                                           | Fecha de emisión original |
| --- | ------------ | -------------------------------------------------------------------------------- | ------------------------- |
| 13 | 1            | «I Am Brave» (en vietnamita: Tôi dũng cảm)                                       | 4 de octubre de 2019      |
| Comenzó la búsqueda de Miss Universo Vietnam 2019. De cientos de solicitantes, el juez seleccionó a las 60 mejores concursantes después de varias rondas de pasarela y entrevistas. |              |                                                                                  |                           |
| 14 | 2            | «I Am Graceful» (en vietnamita: Tôi thần thái)                                   | 11 de octubre de 2019     |
| El Top 60 de concursantes se reunieron en Ciudad Ho Chi Minh y participaron en una sesión de entrenamiento de pasarela con las supermodelos vietnamitas Võ Hoàng Yến y Vũ Thu Phương. Luego participaron en un desafío de pasarela que les exigió expresar un estilo de atuendo (vestido de noche, traje de baño, áo dài o vestido de cóctel) y posar en una mesa giratoria al final de la pasarela. Las 20 concursantes con mejor desempeño pasaron al siguiente desafío de posar frente a una cámara de alta velocidad en parejas. - Ganadora del desafío: Đào Thị Hà - Ganadora del episodio: Đào Thị Hà |              |                                                                                  |                           |
| 15 | 3            | «I Am Stylish» (en vietnamita: Tôi phong cách)                                   | 18 de octubre de 2019     |
| Las concursantes pasan por sesiones de entrenamiento en el cuidado de la piel. Luego participaron en un desafío grupal de estilo de moda mientras trabajaban juntas para diseñarse mutuamente en un tema asignado y organizar un desfile de moda al final del desafío. - Ganadoras del desafío: Equipo Sporty (Nguyễn Trần Khánh Vân, Nguyễn Thị Thu Cúc, Vũ Thục Chinh, Đào Thị Hà, Đặng Nhật Minh, Đỗ Thị Thu Huyền, Kiều Thị Thúy Hằng, Trương Quỳnh Ngọc, Lê Hoàng Phương, Lê Thu Trang, Đặng Thị Mỹ Khôi) - Ganadora del episodio: Đào Thị Hà |              |                                                                                  |                           |
| 16 | 4            | «I Am Elegant - I Am Integrative» (en vietnamita: Tôi thanh lịch - tôi hội nhập) | 25 de octubre de 2019     |
| Las concursantes asisten a un taller de autopresentación, modales occidentales en la mesa y etiqueta en la comida con el juez principal Xuân Trang. Los desafíos posteriores presentan un escenario para que las concursantes reaccionen y practiquen las habilidades que aprendieron en el taller. - Ganadora del desafío: Nguyễn Diana - Ganadora del episodio: Vũ Thu Trang |              |                                                                                  |                           |
| 17 | 5            | «I Am Woman for Woman» (en vietnamita: Tôi vì cộng đồng - Woman for Woman)       | 1 de noviembre de 2019    |
| Las 6 mejores del último episodio se convirtieron en líderes de equipo en este episodio. Seleccionaron a los miembros de su equipo del resto de los concursantes antes de elegir el tipo de organización benéfica que su equipo tendría que planificar. Cada equipo visitó diferentes organizaciones benéficas para preparar su plan de negocios. Luego, tuvieron que presentar su idea a un panel compuesto por el vicedirector de Nam Á Bank, Vũ Thị Tuyết Nga, el presidente de la JCI de Vietnam, Ngọc Diễm, el embajador de Operation Smile Vietnam, Hương Giang, y la fundadora de la Organización para el Empoderamiento de la Mujer Hoàng Thùy. - Ganadoras del desafío: Nguyễn Diana's team (Nguyễn Diana, Trương Quỳnh Ngọc, Đặng Trương Thủy Tiên, Chu Thị Minh Trang, H'Luăi Hwing, Hoàng Thị Hương, Cao Thị Diệp Anh, Quách Thị Tin, Ngô Thị Thu Hương) - Ganadora del episodio: Nguyễn Diana                                                   |              |                                                                                  |                           |
| 18 | 6            | «Tourism Ambassador 4.0» (en vietnamita: Đại sứ du lịch 4.0)                     | 8 de noviembre de 2019    |
| Con la aparición especial de tres vloggers vietnamitas de YouTube: Dinology, Cô Em Trendy y Giang Ơi, los concursantes utilizaron su habilidad de improvisación para presentar un producto vietnamita determinado como su audición para aparecer en el video de un vlogger seleccionado. Cada vlogger seleccionó un equipo de 7 u 8 concursantes para crear un video de blog en la dirección por la que son conocidos. El equipo de Dinology, con la marca #VietNomNom, se centró en la cocina vietnamita, el equipo de Cô Em Trendy, con la marca #VietnamOnTrend, se inclinó hacia la belleza y la moda, y el equipo de Giang Ơi, con la marca #VietnamLifeAndStyle, se centró en el estilo de vida cotidiano. - Ganadoras del desafío: Equipo Giang Ơi #VietnamLifeAndStyle (Phạm Hồng Thúy Vân, Vũ Thị Lan Anh, Nguyễn Huỳnh Kim Duyên, Đào Thị Hà, Huỳnh Minh Thiên Hương, Lê Thu Trang, Trần Thị Kim Vàng) - Ganadora del episodio: Phạm Hồng Thúy Vân |              |                                                                                  |                           |